# 王天力
王天力，男，漢族丶蒙古人丶中國大陸政治丶軍事人物丶少將丶中共黨員丶中共十九大代表 ，是一個長期負責中國軍隊政治工作的將領 

## 生平
歷任吉林省軍區政治委員丶天津警备区政治部主任 丶天津警備區副政委丶廣東省军區副政委丶吉林省人大代表等  